# Hilleprand von Prandau-kastély (Alsómiholjác)
A Hilleprand von Prandau-kastély egy 19. századi főúri kastély Horvátországban, Alsómiholjác településen. 

## Fekvése
A kastély a település belterületének északi részén, a Vukovarska és Gajeva utcák által határolt park területén, főhomlokzatával a Vukovarska utcára nézve, közvetlenül az új kastély mellett áll.

## Története
Alsómiholjác a török uralom alóli felszabadítás után kamarai birtok volt. 1721. december 31-én VI. Károly császár a valpói uradalmat a hozzá tartozó 14 faluval együtt Hilleprand von Prandau Péter Antal bárónak adományozta. A Hilleprand von Prandau-kastély 1818-ban épült későbarokk stílusban. Nem tudható, hogy a kastély felépítésének idejében eleve L alakúra készült-e, de az 1862-es és az 1890-es régi kataszteri térképeken így látható. Az utcával párhuzamos szárny máig fenn maradt, de a rá merőleges szárnyat a 20. század elején, a Majláth grófok új kastélyának felépítésének idején lebontották. Fiai közül Károly Miholjácot, Gusztáv pedig Valpót örökölte. Mivel Károly 1865-ben gyermektelenül halt meg Gusztáv testvérének lánya Stefánia lett a miholjáci uradalom birtokosa, aki Mailáth György felesége lett. Miután férjét 1883-ban Budapesten meggyilkolták Stefánia a birtokot László fiával igazgatta. Gyakran vendég volt itt Ferenc Ferdinánd trónörökös, aki jó barátja volt László grófnak. Három hónappal a szarajevói merénylet előtt is itt vadászott. Mailáth László 1901-ben a régi kastély mellett felépítette az új kastélyt. Mivel a Mailáth családot magyarbarátnak tartották, a szerb-horvát-szlovén állam nem engedte, hogy megtartsa itteni birtokait. 1923-ban át kellett azokat adnia. A kastély Filip és Adolf Schlezinger tulajdona lett, akik zsidók lévén 1941-ben a német megszállás elől elmenekültek. A második világháború után a kastélyt államosították. Ma az önkormányzat irodái találhatók benne.

## Mai állapota
A kastély eredetileg két szalonnal, tizennégy szobával, két konyhával, két étkezővel, egy mosogatóval, az étkészleteknek egy raktárral, pincével és három mellékhelyiséggel rendelkezett. A kastély ma egy hosszan elnyúló, földszintes épület, melynek hosszúsága 82, szélessége 9 méter. Az épületet később egy fedett átjáróval kapcsolták össze az új kastéllyal. Utcai homlokzatának ritmusát tizenkilenc, egyforma ablakokból álló ablaksor, míg az udvari homlokzatét, egy zárt, volutás ablaksor adja. Ma az önkormányzat irodái találhatók benne, állapota az új kastélyhoz képest elhanyagolt.
A kastély melletti park kiépítése Hilleprand von Prandau Gusztáv nevéhez fűződik, aki a hely kedvező klimatikus viszonyai miatt kertészetét ide költöztette. 1834-től ő volt a birtok irányítója és elkötelezett híve volt a dendrológia fejlesztésének. Csíráztatókat és üvegházakat építtetett. Elképzelése az volt, hogy a birtokon belül minél természetesebb kertet hozzon létre, sok őshonos és behozott növényfajjal. Ennek érdekében erdei fák és cserjék szabálytalan sorait ültette. Meg kell jegyezni, hogy a Prandau család kertészete volt a Monarchia egyik vezető kertészete, ahonnan a növényeket szinte minden országba exportálták. A mai park végleges kialakítása Mailáth László és felesége Hadik Amália (Ilma) nevéhez fűződik. Manapság a park történelmi 16 hektáros területe védett. Elrendezése megmaradt, de az elhanyagoltság miatt felújítást igényel. 2003-ban történeti tanulmányt készítettek, melyben meghatározták a helyreállítás alapjait, valamint a főbb szempontokat.